# هری هبنر
هری هبنر (به انگلیسی: Harry Hebner) (زادهٔ ۱۵ ژوئن ۱۸۹۱) شناگر اهل ایالات متحده آمریکا است.